# 毕节专区
毕节专区，贵州省已撤消的专区。1949年置，在今贵州省西北部。
下辖毕节、大定、黔西、金沙、织金、纳雍、赫章、威宁、水城等县。专员公署驻毕节县（今市）。1955年威宁县改设威宁彝族回族苗族自治县。1966年设水城特区。1970年撤销水城县并入水城特区，水城特区划归六盘水地区。同年改置毕节地区。